# 薩伊達澤納布
薩伊達澤納布（阿拉伯语：‎，羅馬化：as-Sayyidah Zaynab，直译：澤納布女士）；也可稱為錫特澤納布（阿拉伯语：‎，羅馬化：Sitt Zaynab），是敘利亞西南部的城市，隸屬大馬士革郊區省馬爾凱茲大馬士革農村區的巴比拉小區，並距離首都大馬士革以南10（6.2英里）。根據2004年的人口普查，該城人口有136,427人，全國排名第十位。該城裏包含了蓋布爾阿西特巴勒斯坦難民營。

## 宗教意義
薩伊達澤納布是什葉派最重要的聖地之一，相信是穆罕默德外孫女扎伊納布·賓特·阿里的墓地。在1980年代兩伊戰爭期間，由於信徒不能前往伊拉克的什葉派聖殿，導致薩伊達澤納布的訪客人數大增。直至2011年，該城每年有大約100萬名遊客。前往聖殿的信徒，特別來請求醫治。
該城現時有33家公共學校與數家宗教學校。

## 近代歷史
在2008年9月27日，該城在清真寺附近發生汽車炸彈襲擊，17死17傷。
2012年6月14日，該城發生自殺式汽車炸彈襲擊，14人受重傷。
自從2012年中開始，該城遭到附近的遜尼派村鎮攻擊，城内的不少什葉派信徒都離開了城市。在2012年底，該城屬於敘利亞政府控制；到2013年2月，就成為了有爭議的區域。
2016年1月31日，該城在清真寺附近再次發生汽車炸彈襲擊，造成71人死亡，40人受傷。當時，敘利亞的政府與反對派正在日内瓦進行和談。
2016年2月21日，該城發生一連四宗炸彈襲擊，共造成134死與180+傷。伊斯蘭國其後承認責任。到6月，該城發生類似襲擊，共55人受傷，也同樣由伊斯蘭國承認責任。阿拉伯敘利亞通訊社報告12人死，而敘利亞人權觀察站則稱有20人死於襲擊裏。
2022年5月21日，根據《以色列時報》的報道，以色列向敘利亞發動了空襲，其中“有目標位於大馬士革以南的薩伊達澤納布”。